# Associazione Sportiva Lodigiani 1987-1988
Questa voce raccoglie le informazioni riguardanti l'Associazione Sportiva Lodigiani nelle competizioni ufficiali della stagione 1987-1988.

## Rosa
| N. |                   | Ruolo | Calciatore          |
| -- | ----------------- | ----- | ------------------- |
|    | Italia (bandiera) | D     | Emanuele Bianchini  |
|    | Italia (bandiera) | D     | Antonio Bonfili     |
|    | Italia (bandiera) | A     | Riccardo Bordin     |
|    | Italia (bandiera) |       | Caleca              |
|    | Italia (bandiera) | C     | Carlo Cotroneo      |
|    | Italia (bandiera) | P     | Valentino Cuccunato |
|    | Italia (bandiera) | C     | Graziano Dal Grande |
|    | Italia (bandiera) | C     | Dino Di Julio       |
|    | Italia (bandiera) | C     | Fabrizio Fantoni    |
|    | Italia (bandiera) | A     | Fabrizio Fermanelli |
|    | Italia (bandiera) | A     | Luciano Gaudino     |

| N. |                   | Ruolo | Calciatore        |
| -- | ----------------- | ----- | ----------------- |
|    | Italia (bandiera) | D     | Raffaele Perna    |
|    | Italia (bandiera) | A     | Roberto Petricone |
|    | Italia (bandiera) | C     | Mauro Picconi     |
|    | Italia (bandiera) | P     | Davide Quironi    |
|    | Italia (bandiera) | A     | Marco Tarasconi   |
|    | Italia (bandiera) |       | Tucci             |
|    | Italia (bandiera) | D     | Marco Ulisse      |
|    | Italia (bandiera) | C     | Alberto Vachez    |
|    | Italia (bandiera) | D     | Fabio Vulpiani    |
|    | Italia (bandiera) | C     | Marco Zenari      |